# Feliz Deserto
Feliz Deserto este un oraș în statul Alagoas (AL) din Brazilia.